# TV Sports: Baseball
A Bo Jackson Baseball baseball-videójáték, melyet a Cinemaware fejlesztett és a Data East jelentetett meg. A játék 1991-ben jelent meg DOS és Nintendo Entertainment System, illetve 1992-ben Amiga platformokra. A játék címadója Bo Jackson amerikai sportoló, aki a játék megjelenésekor sikeres baseballozó és visszavonult amerikaifutball-játékos volt. A Bo Jackson Baseballt Európában a Mindscape jelentette meg, TV Sports: Baseball címmel, a TV Sports sorozat tagjaként.

## Játékmenet
A játékosok 5–9 játékrészre korlátozhatják a mérkőzések hosszát. A játékban öt különböző dobódobás szerepel, ezeket lassú, normál és gyorsabb sebességgel is lehet dobni.
A játékban kettő játékmód szerepel; barátságos mérkőzés és rájátszás. Mindkettőt egy és két játékos is játszhatja, illetve utóbbiban a mesterséges intelligencia által vezérelt csapatok mérkőzéseit is meg lehet tekinteni vagy gyorsan szimulálni. Ezek a bajnokság felgyorsítására szolgálnak. A játékhoz a Major League Baseball és Major League Baseball Players Association licencét sem váltották meg, így a csapatok a székhelyükül szolgáló városok nevén szerepelnek, míg a játékosok a valós másuk nevének kifigurázott alakjában kaptak helyet.
A játékban egy csaláskóddal egy olyan csapatot is meg lehet nyitni, melynek mindegyik posztján Bo Jackson játszik. Az Amiga- és DOS-verzióban egy ligamód is helyet kapott, ez a Nintendo Entertainment System-verzióban nem szerepel. A számítógépes kiadásoknak ezen felül fejlettebb 16 bites grafikája van.

## Fogadtatás
| Szerző         | Értékelés |
| -------------- | --------- |
| EGM            | 4,25/10   |
| Nintendo Power | 2,8/5     |

A Computer Gaming World szerkesztője negatívumként emelte ki, hogy ugyan a játék a dobozán „minden idők legteljesebb számítógépes baseballjátékának” hirdeti magát, azonban abban valós csapatok vagy játékosok sincsenek, illetve az opciók is hiányosak. Külön kiemelte, hogy a játékban Jackson olyan statisztikát kapott, amire a valós életben sosem volt képes. Ezekkel szemben magát a játékmenetet dicsérte és összegzésként kiemelte, hogy „[…] a Bo Jackson Baseball gyors tempójú játéktermi játékként azért nyújt néhány élvezhető, jól kidolgozott funkciót.” Az Electronic Gaming Monthly három szerkesztője 4/10-es, illetve a negyedik 5/10-es pontszámot adott a játékra. A grafika tekintetében megosztottak voltak a vélemények, azonban abban mind egyetértettek, hogy a játékmenet nem jó és a játék nem rendelkezik elegendő egyedi opcióval hogy kitűnjön a tömegből. A Nintendo Power 3,3/5-ös (grafika), 3/5-ös (irányítás), 2,6/5-ös (kihívás), illetve 2,8/5-ös (téma és szórakozás) pontszámokat adott a játékra.

## Fordítás
- Ez a szócikk részben vagy egészben  a   Bo Jackson Baseball című angol Wikipédia-szócikk ezen változatának fordításán alapul.  Az eredeti cikk szerkesztőit annak laptörténete sorolja fel. Ez a jelzés csupán a megfogalmazás eredetét és a szerzői jogokat jelzi, nem szolgál a cikkben szereplő információk forrásmegjelöléseként.